# 고민석
고민석(한국 한자: 高民碩, 2000년 12월 12일 ~ )은 대한민국의 축구 선수로, 포지션은 미드필더이다. 현재 K리그1 강원 FC 소속이다.

## 유소년 시절
숭실중 시절 7번을 달고서 미드필더로 뛰며 이니에스타를 연상시키는 들리블 능력과, 득점 능력 등 눈에 띄는 플레이를 보여주며 주목을 받았다.
천안제일고 시절에는 전국의 고교 축구대회에서 좋은 성적들을 거두며 여러 대회 우승컵과 개인상을 수상했다.

## 클럽 경력
2022년 강원 FC에 입단하면서 프로 무대에 입성하게 되었다.

## 플레이 스타일
미드필더로서 넓은 시야와 공격에 도움을 줄 수 있는 패스 능력을 지닌 선수로 평가 받는다.

## 수상 내역

### 대회 기록
천안제일고등학교 (2016 ~ 2018)
- 추계 한국고등학교축구연맹전 ● 준우승: 2017[3]
- 대통령금배 전국고등학교축구대회 ● 우승: 2018
- 금석배 전국학생축구대회 ● 우승: 2018[4]

아주대학교 (2019 ~ 2022)
- 추계대학축구연맹전 ● 우승: 2022

### 개인
- 추계대학축구연맹전 최우수선수상: 2022